# پرالکس (کمیک)
پَرالَکس (به انگلیسی: Parallax) یک شخصیت خیالی شرور بزرگ در کتاب‌های کامیک آمریکایی منتشر شده توسط دی‌سی کامیکس است. شخصیت پرالکس توسط نویسنده رون مارز و طراح دریل بنکز خلق شده است که برای اولین بار در شمارهٔ ۵۰ از سومین نسخه مجموعه فانوس سبز (مارس ۱۹۹۴) حضور پیدا کرد. او در اصل به منظور هویت شریر جدید برای قهرمان اصلی و سابق فانوس سبز، هال جردن تدبیر شده بود.
به عنوان وحشت باستانی و یکی از هفت نهاد عاطفی، پرالکس مفهوم ترس محض است که قادر به تسخیر موجودات دیگر می‌باشد. او به عنوان غارتگر سیارات شناخته می‌شود و حتی قادر به حمله به مرکز نگهبانان جهان نیز است.
شخصیت پرالکس در فیلم فانوس سبز (۲۰۱۱) حضور دارد که توسط کلنسی براون صداپیشگی شده است.